# Jules Gouffé

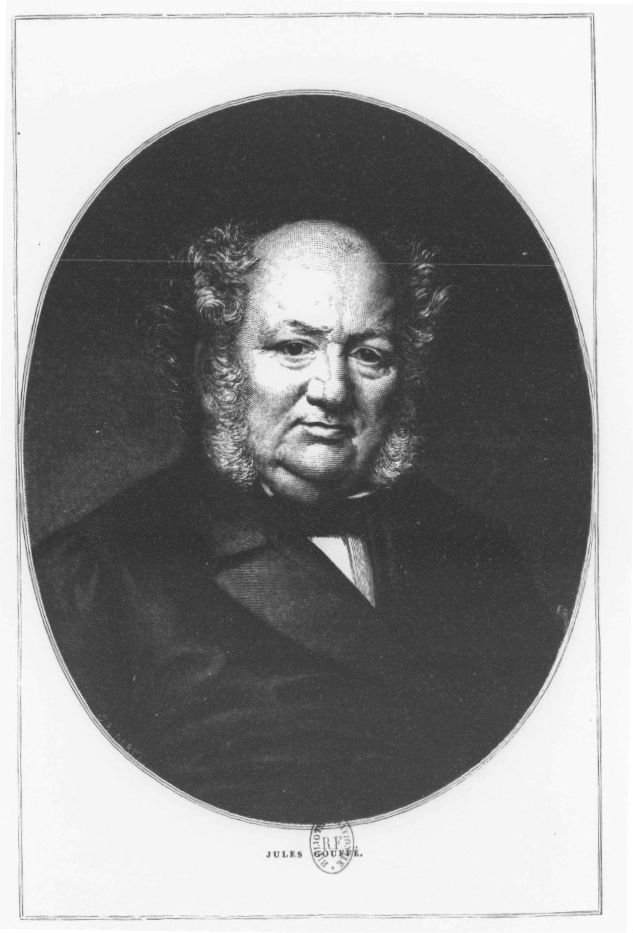
Jules Gouffé

Martin-Jules Gouffé (Parijs, 1807 –  Neuilly-sur-Seine, 28 februari 1877) was een Franse chef-kok, patissier en schrijver van bekende boeken op het gebied van de kookkunst. Hij stond bekend als de "apostel van de decoratieve keuken" (apôtre de la cuisine décorative).

## Biografie
Gouffé genoot zijn opleiding in de patisseriezaak van zijn vader in de rue Neuve-Saint-Merri in Parijs. Daar werden zijn decoratieve gebakken opgemerkt door chef-kok Antonin Carême. Op 16-jarige leeftijd ging Gouffé bij hem in de leer. In het begin werkten ze samen voor de Oostenrijkse ambassadeur in Parijs. In 1840 begon Gouffé een eigen patisseriezaak in de Faubourg Saint-Honoré. Na vijftien jaar verkocht hij die zaak en ging hij aan de slag als kok van keizer Napoleon III. In 1867 trad hij in dienst van de Jockey Club, een elitaire privéclub. Zijn smaakzin liet hem steeds meer in de steek en Gouffé begon zich te wijden aan het schrijven van kookboeken.
Zijn eerste boek, Le livre de cuisine, was erg invloedrijk. Het bevatte 500 recepten met daarbij vermelding van precieze hoeveelheden voor de ingrediënten en de baktemperaturen. Hierin was hij een vernieuwer. Het boek bevatte enerzijds een deel voor koks, anderzijds een deel voor gastronomen met tips voor bediening en tafelschikking. Al zijn boeken waren rijkelijk geïllustreerd.
Gouffé stierf in 1877 ten gevolge van een hersenbloeding.

## Afbeeldingen

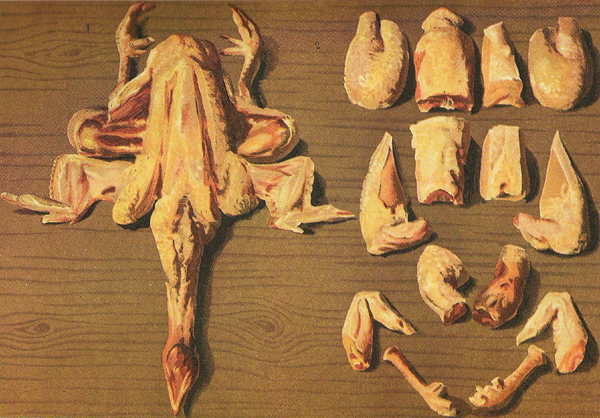
Het versnijden van een kip
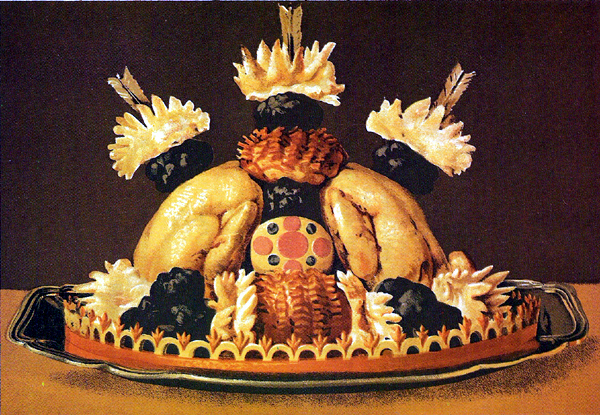
Kip à la Godard
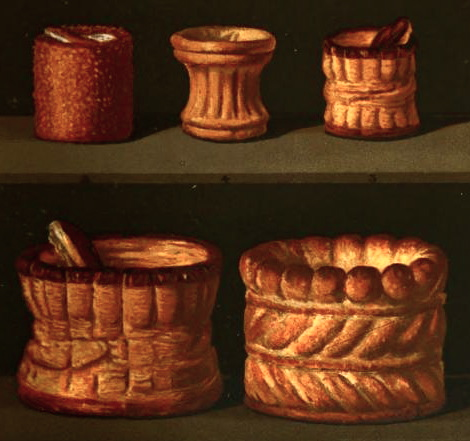
Croustades
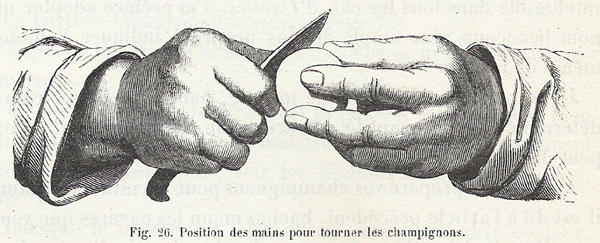
Positie van de handen bij het snijden van champignons